# Mycena erubescens
Mycena erubescens es una especie de hongo basidiomicetos,  de la familia Mycenaceae, perteneciente al género Mycena.

## Sinónimos
- Mycena fellea (J.E. Lange, 1914)